# Гравилат чилийский
Гравила́т чили́йский (лат. Geum quellyon) — травянистое многолетнее растение рода Гравилат семейства Розовые  (Rosaceae).
Используется в цветоводстве, как декоративное садовое растение.

## Распространение
Чили.

## Ботаническое описание
Растение до 60 см высотой.
Листья в прикорневой розетке, непарноперистые.
Цветки красные до 3 см в диаметре, собраны в метельчатое соцветие. Цветет с конца июня в течение пятидесяти дней. Плодоносит.

## Использование в медицине
Гравилат чилийский используется в традиционной медицине индейцев мапуче в Чили для лечения зубной боли, воспаления желудка, простатита и регулирования менструаций. Метанольный экстракт, полученный из корня Geum quellyon оказывает противовоспалительный, антиоксидантный и противоопухолевый эффект.

## В культуре
Используется в посадках и для оформления альпийских горок.
В культуре с 1824 года.
Известны сорта с махровыми более крупными цветками:
- 'Мистер Дж. Брэдишоу' ('Mrs J. Bradshow') — растение до 60 см высотой, цветки махровые, шарлахово-оранжевые до 4 см в диаметре, цветет с июля в течение месяца;
- 'Леди Штратеден' ('Lady Stratheden') — цветки жёлтые;
- 'Гольдбол' — цветки жёлтые, цветет с мая до августа;
- 'Файербол' ('Fireball') — растение до 50 см высотой, цветки до 4 см в диаметре, махровые, шарлахово-оранжевые, цветет с июля 45-60 дней[3].

Зимостоек. Махровые сорта на зиму укрывают листьями. Цветёт с мая по август (в зависимости от сорта).
Используется в гибридизации.